# Courcelles-sous-Châtenois
Courcelles-sous-Châtenois là một xã, nằm ở tỉnh Vosges trong vùng Grand Est của Pháp. Xã này có diện tích 2,33 kilômét vuông, dân số năm 1999 là 79 người. Xã này nằm ở khu vực có độ cao trung bình 360 m trên mực nước biển.
Dân địa phương tiếng Pháp gọi là Courcellois.

## Biến động dân số
| 1962                                         | 1968 | 1975 | 1982 | 1990 | 1999 |
| -------------------------------------------- | ---- | ---- | ---- | ---- | ---- |
| 100                                          | 124  | 95   | 95   | 75   | 79   |
| Số liệu từ năm 1962: Dân số không tính trùng |      |      |      |      |      |